# Bistum Lucena
Das Bistum Lucena (lat.: Dioecesis Lucenensis) ist eine auf den Philippinen gelegene römisch-katholische Diözese mit Sitz in Lucena City.

## Geschichte

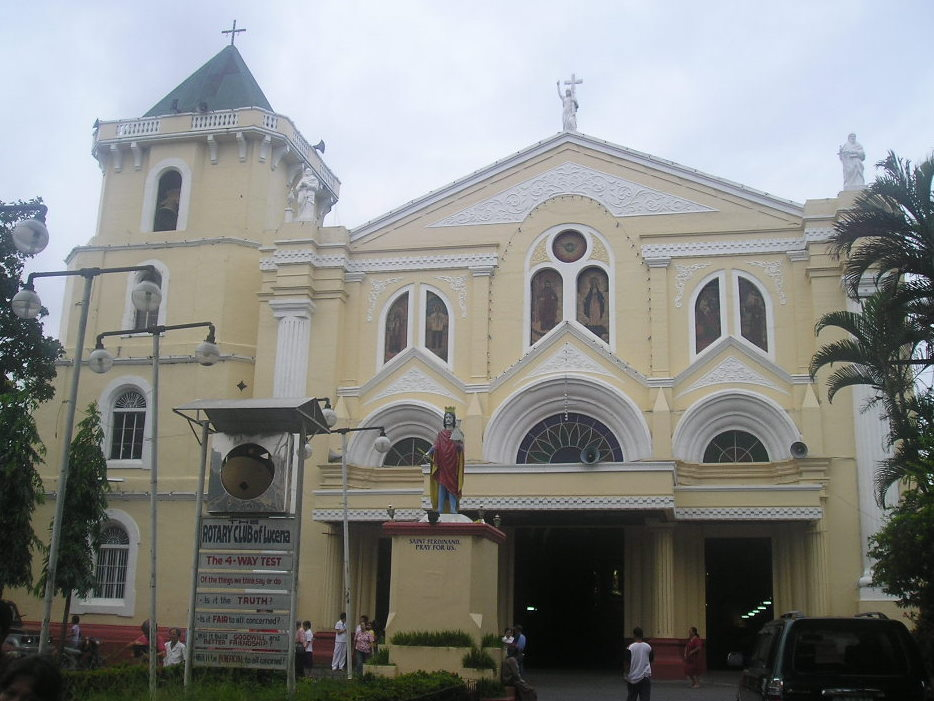
Kathedrale St. Ferdinand in Lucena

Das Bistum Lucena wurde am 28. März 1950 durch Papst Pius XII. mit der Apostolischen Konstitution Quo aeternae aus Gebietsabtretungen des Bistums Lipa errichtet und dem Erzbistum Manila als Suffraganbistum unterstellt. Am 20. Juni 1972 wurde das Bistum Lucena dem Erzbistum Lipa als Suffraganbistum unterstellt. Das Bistum Lucena gab am 25. April 1977 Teile seines Territoriums zur Gründung des Bistums Boac ab. Eine weitere Gebietsabtretung erfolgte am 9. April 1984 zur Gründung des Bistums Gumaca.
Das Bistum Lucena umfasst den zentral-westlichen Teil der Provinz Quezon.

## Bischöfe von Lucena
- Alfredo Obviar, 1959–1976
- José Sánchez, 1976–1982, dann Erzbischof von Nueva Segovia
- Ruben Profugo, 1982–2003
- Emilio Marquez, 2003–2017
- Mel Rey Uy, seit 2017

## Bedeutende Kirchen
- Basilika des St. Michael Erzengel in Tayabas
- Kathedrale des St. Ferdinand